# Plankton

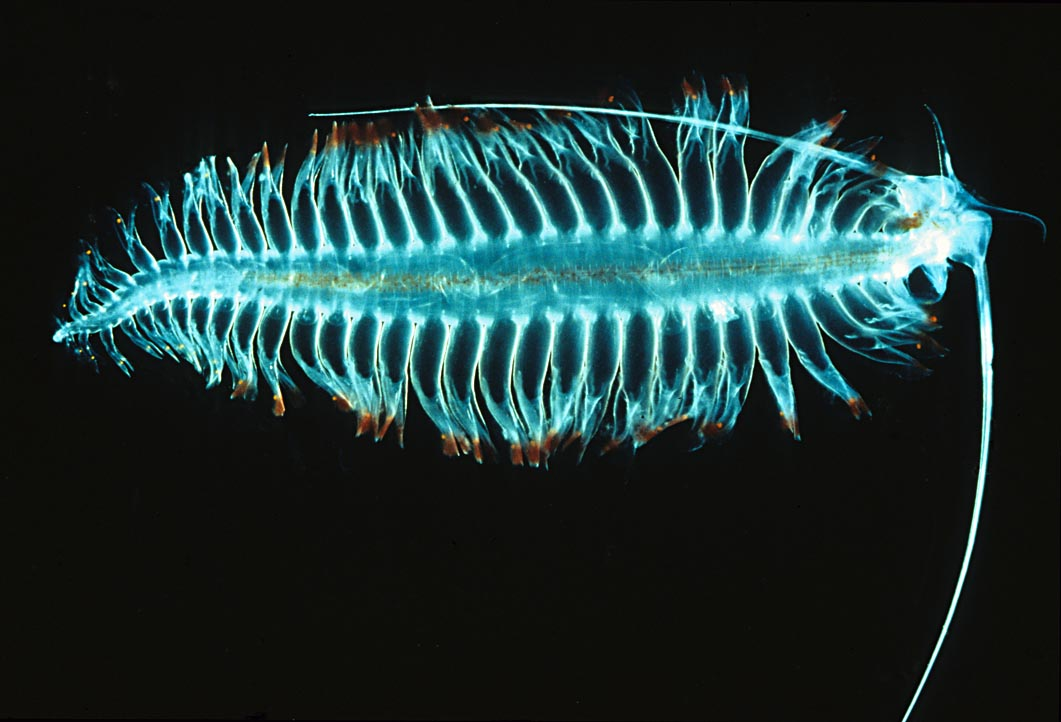
Tomopteris, een voorbeeld van zoöplankton

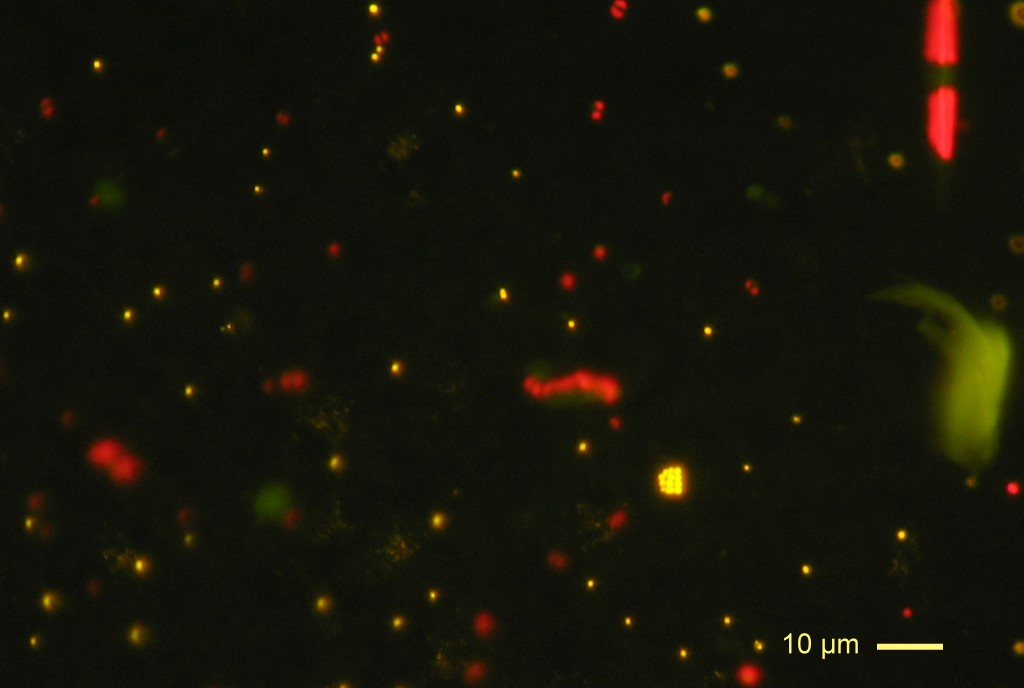
Lichtend plankton

Plankton is een verzamelnaam voor organismen die voornamelijk zwevend in het water leven, en zodoende voor hun (passieve) verplaatsing vooral afhankelijk zijn van de heersende stromingen, in tegenstelling tot nekton, dat zichzelf actief kan verplaatsen, onafhankelijk van de stromingen. 
De term plankton komt van het Griekse plagktos - dwalend. De term werd voor het eerst gebruikt door Victor Hensen in 1887 voor alle microscopische planten en dieren kleiner dan 2 mm die zich slechts passief voortbewegen in de waterstromen. Het plankton bestaat echter ook uit kleine dieren, die niet per se microscopisch zijn, zoals kwallen. Een aantal planktonsoorten kan zich actief wel honderden meters verticaal in de waterkolom verplaatsen in een dag-en-nachtritme. Deze verticale migratie is van groot belang voor de voeding en bescherming tegen zon en predatie in zonlicht. Het plankton blijft echter onderhevig aan de horizontale waterstromen. Elk planktondeeltje wordt wel planktonten genoemd.
Er is zowel eukaryoot als prokaryoot plankton. Plankton is er in allerlei maten, van bacteriën en eencellige algen tot kwallen.  Er bestaan verschillende onderverdelingen binnen plankton waarvan deze de belangrijkste zijn:
- Fytoplankton maakt gebruik van fotosynthese om energie te verkrijgen, waardoor het behalve een belangrijke voedselbron, ook van essentieel belang is voor het zuurstofgehalte in het water. Fytoplankton staat aan de basis van de voedselketen in het aquatisch milieu: het zijn primaire producenten. Het wordt door veel andere dieren geconsumeerd (consument) zoals zoöplankton, vissen maar ook grote zeezoogdieren als baleinwalvissen.
- Zoöplankton (het voorvoegsel zoö- komt van het Oudgriekse ζῷον of 'zoion' en betekent dier)[3] zijn niet-fotosynthetische protozoa en kleine diertjes of larven.